# Fogg Museum
El Fogg Museum, obert al públic el 1896, és el més antic dels museus d'art de la Universitat Harvard. El Fogg s'uneix al Museu Busch-Reisinger al i Arthur M. Sackler Museum com a part dels Museus d'Art de Harvard.
El museu es trobava en edifici d'un estil renaixentista italià dissenyat per Richard Morris Hunt. El 1925, l'edifici va ser reemplaçat per un altre a Quincy Street, dissenyat per Coolidge, Shepley, Bulfinch, i Abbott. El 2008, l'edifici va ser tancat per un gran projecte de renovació per crear un nou edifici del museu dissenyat per l'arquitecte Renzo Piano, que intenta ajuntar els tres museus d'Art de Harvard en una mateixa instal·lació. Durant la renovació, les obres seleccionades dels tres museus es troben en exhibició al Museu Arthur M. Sackler.

## Galeria d'imatges

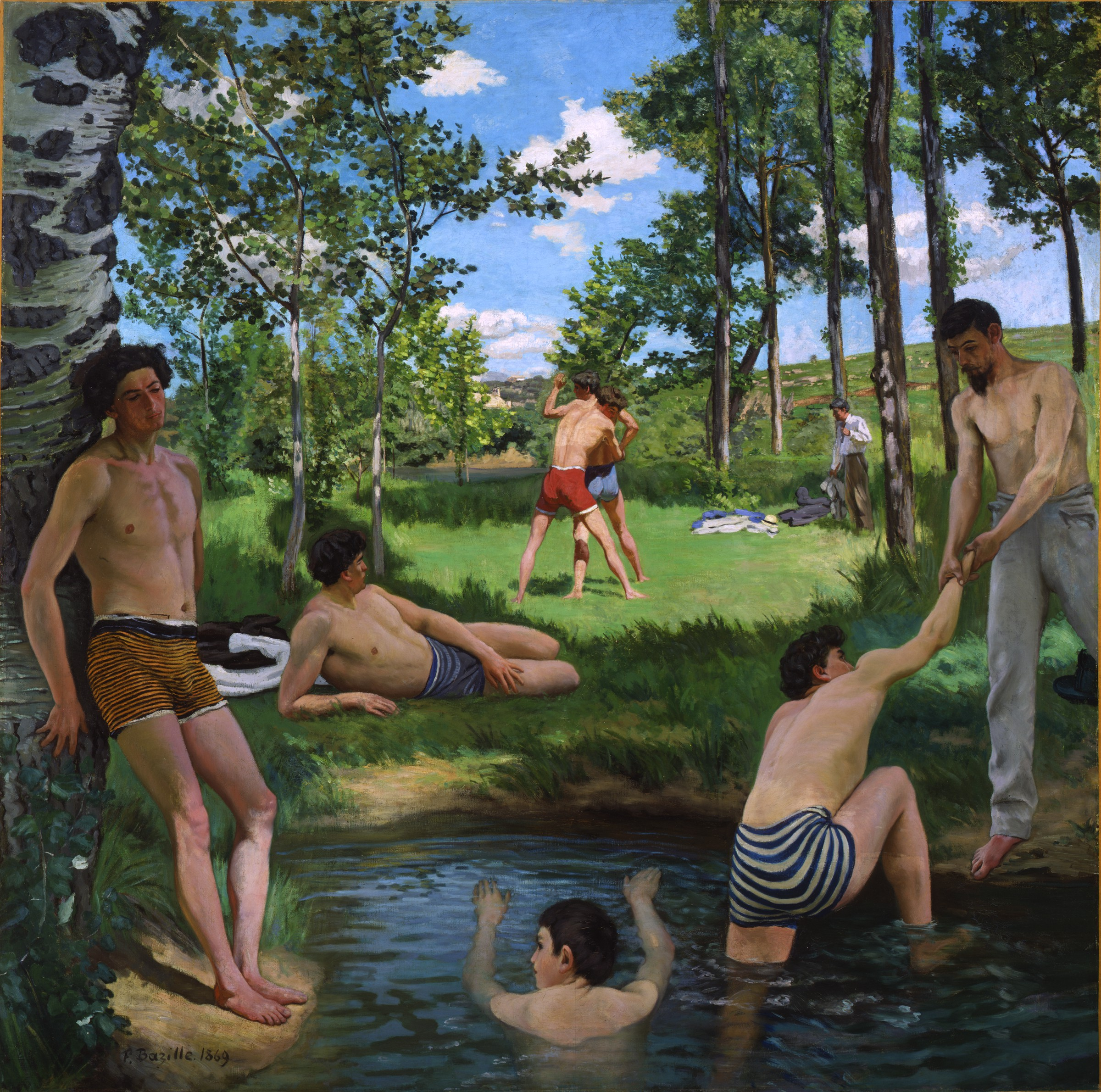
Summer Scene, 1869; Frédéric Bazille
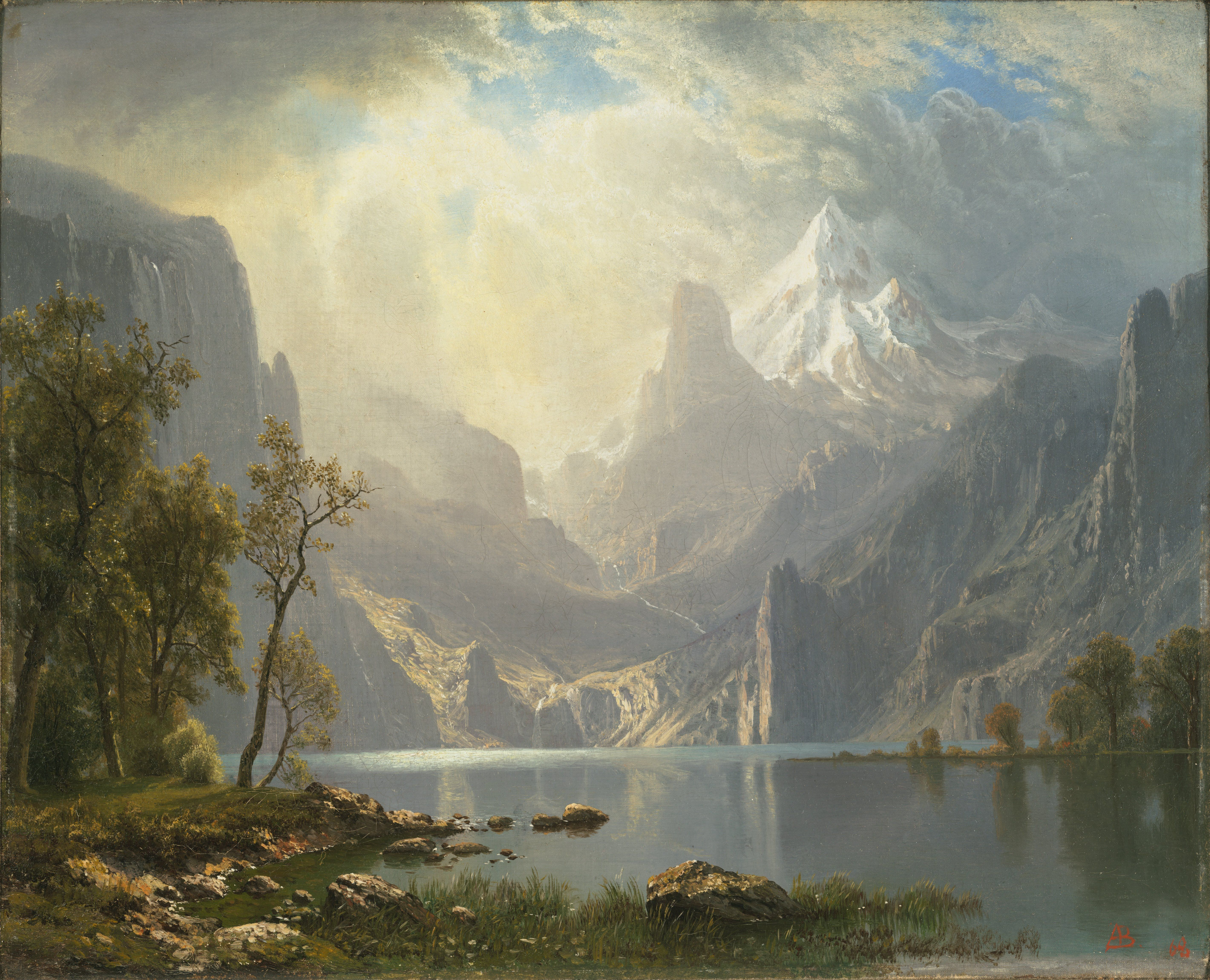
In the Sierras, 1868; Albert Bierstadt
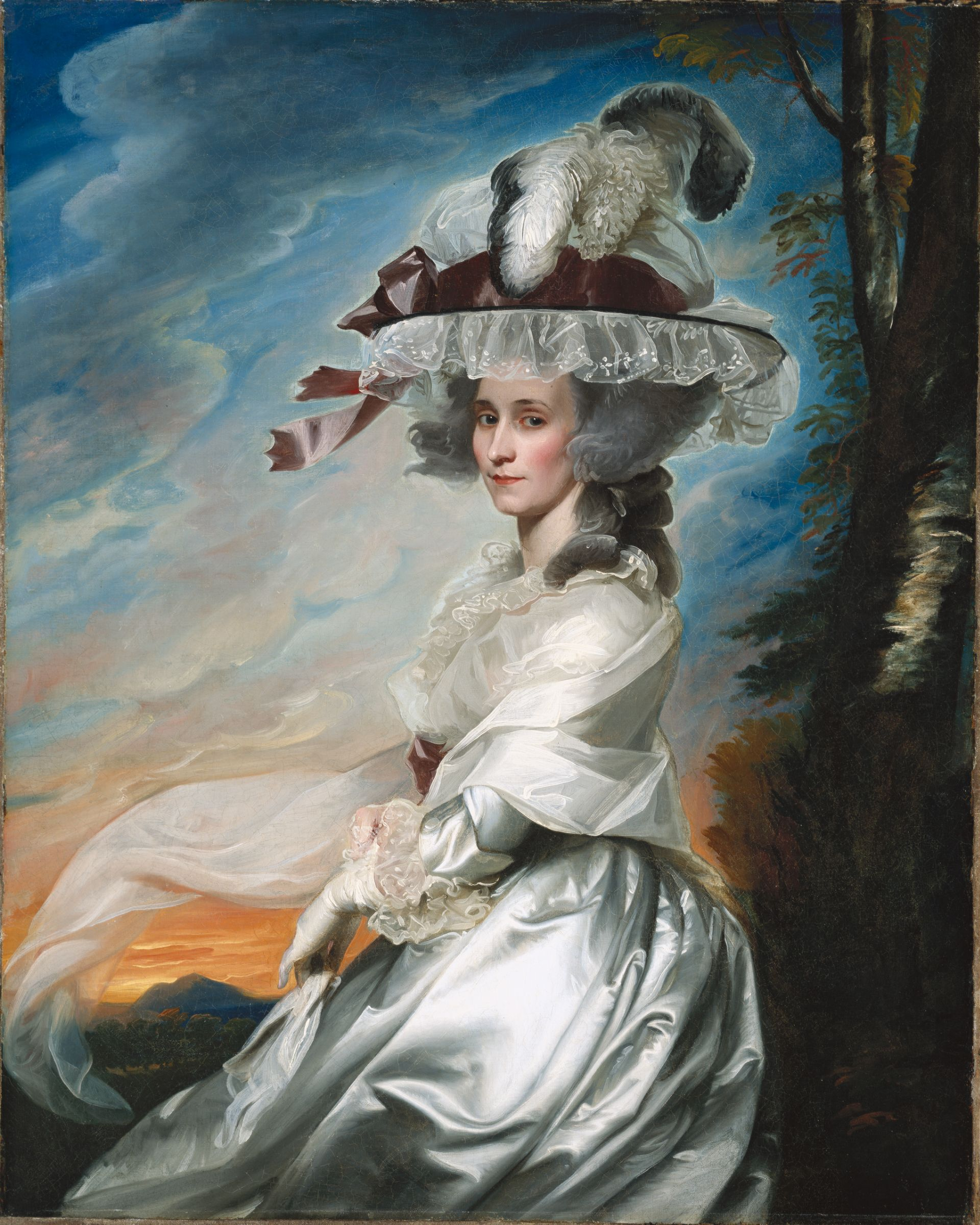
Mrs. Daniel Denison Rogers (Abigail Bromfield), 1784; John Singleton Copley
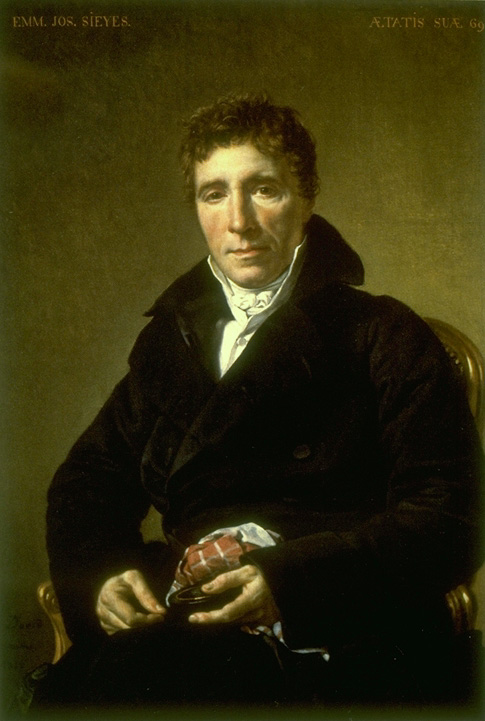
Emmanuel Joseph Sieyès, 1817; Jacques-Louis David
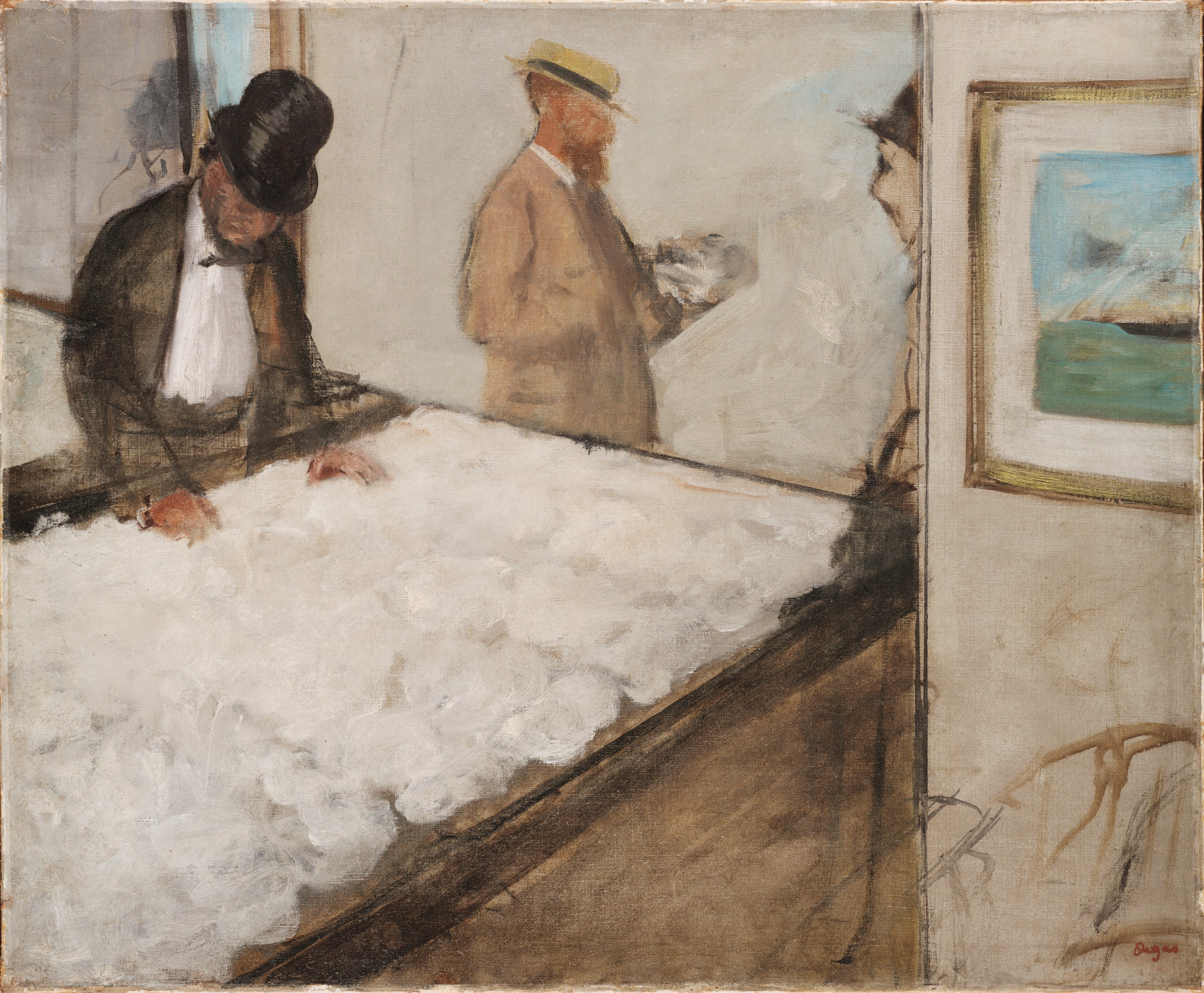
Cotton Merchants in New Orleans, 1873; Edgar Degas
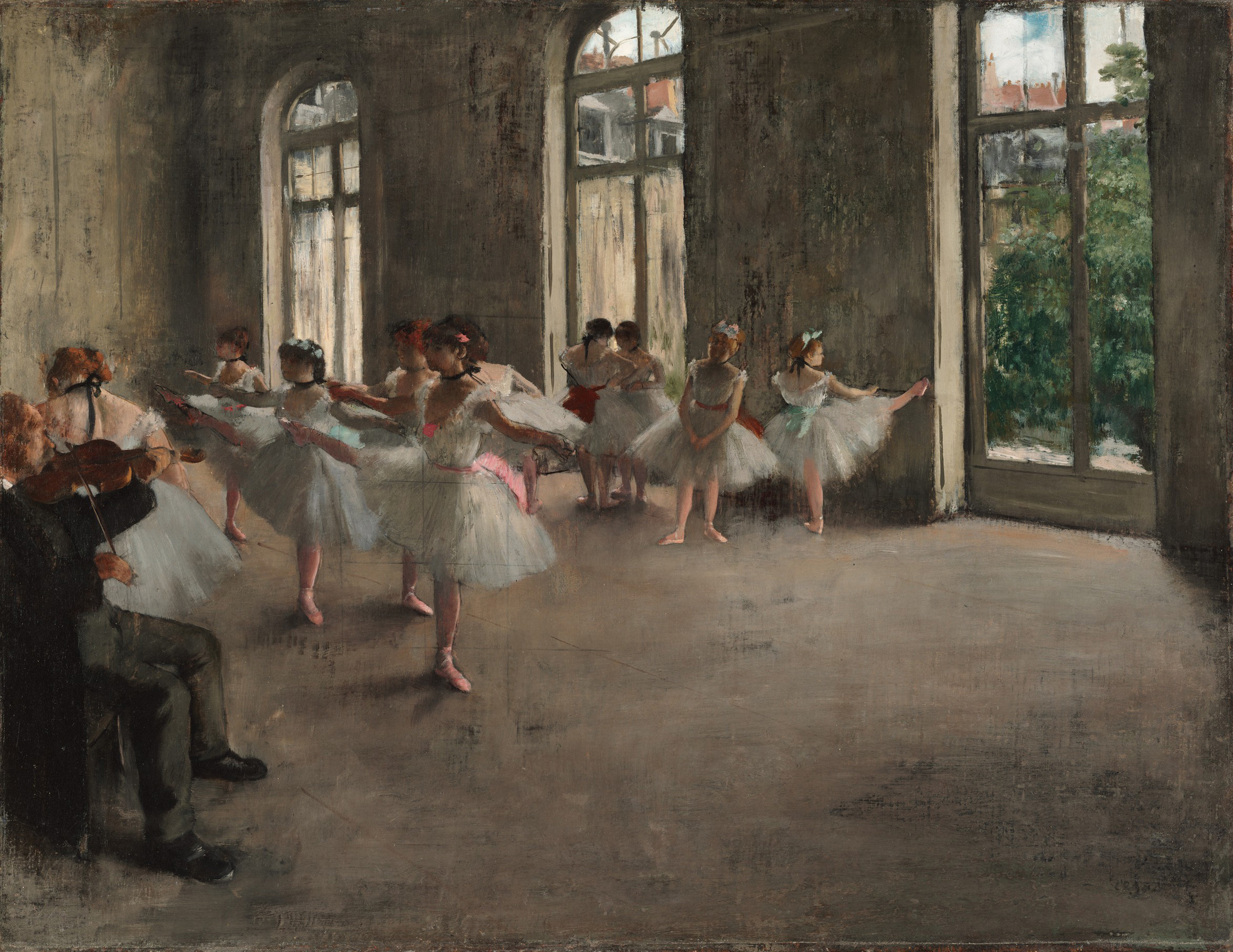
The Rehearsal, 1873; Edgar Degas
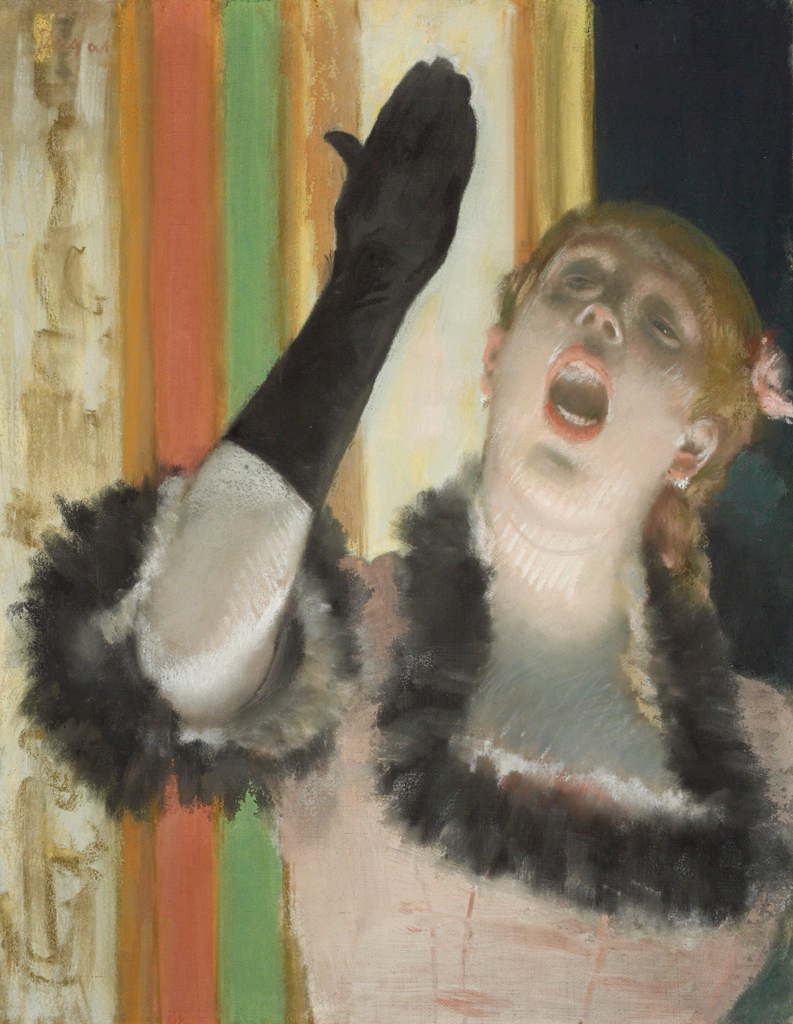
The Singer with the Glove, 1878; Edgar Degas
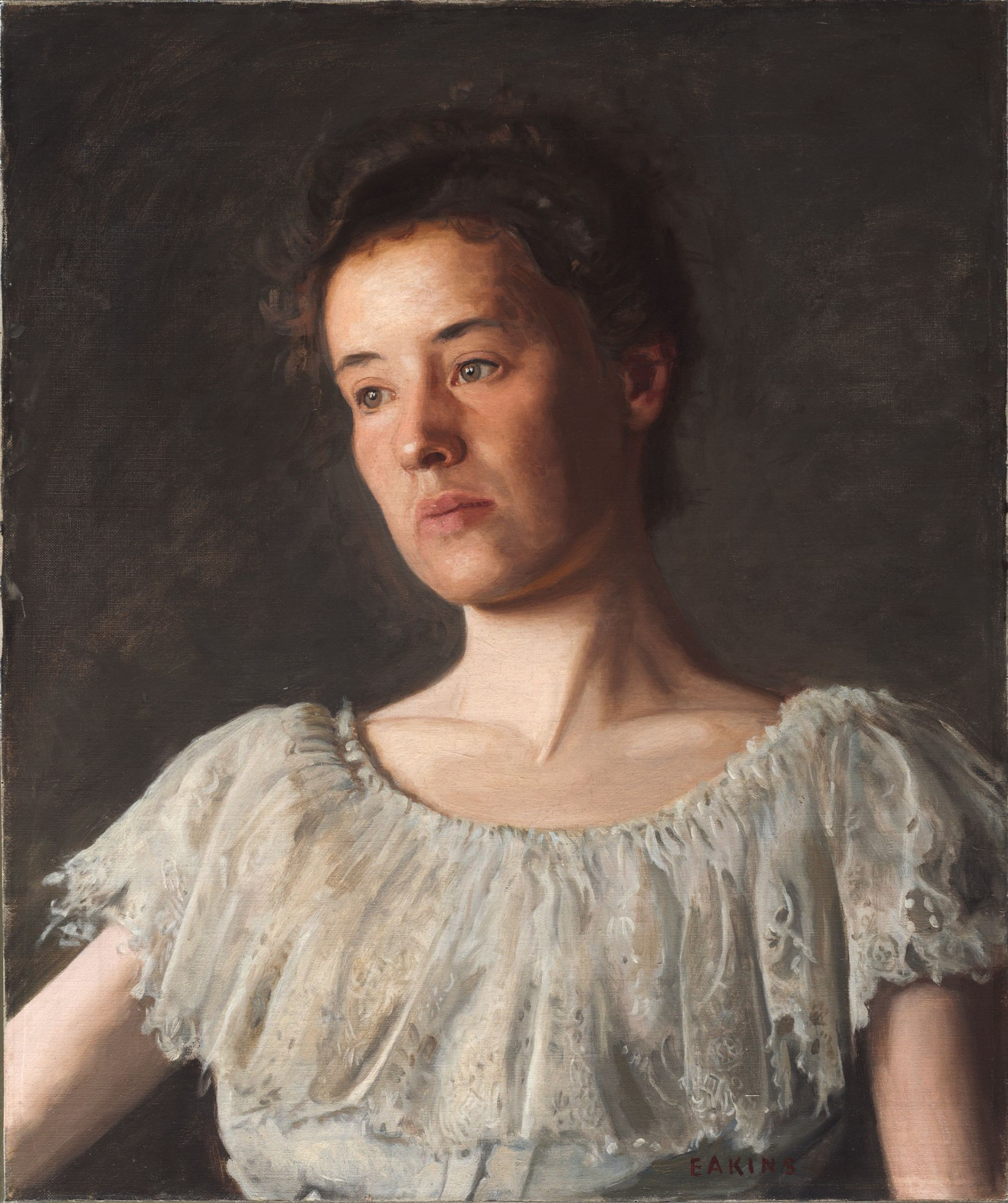
Miss Alice Kurtz, 1903; Thomas Eakins
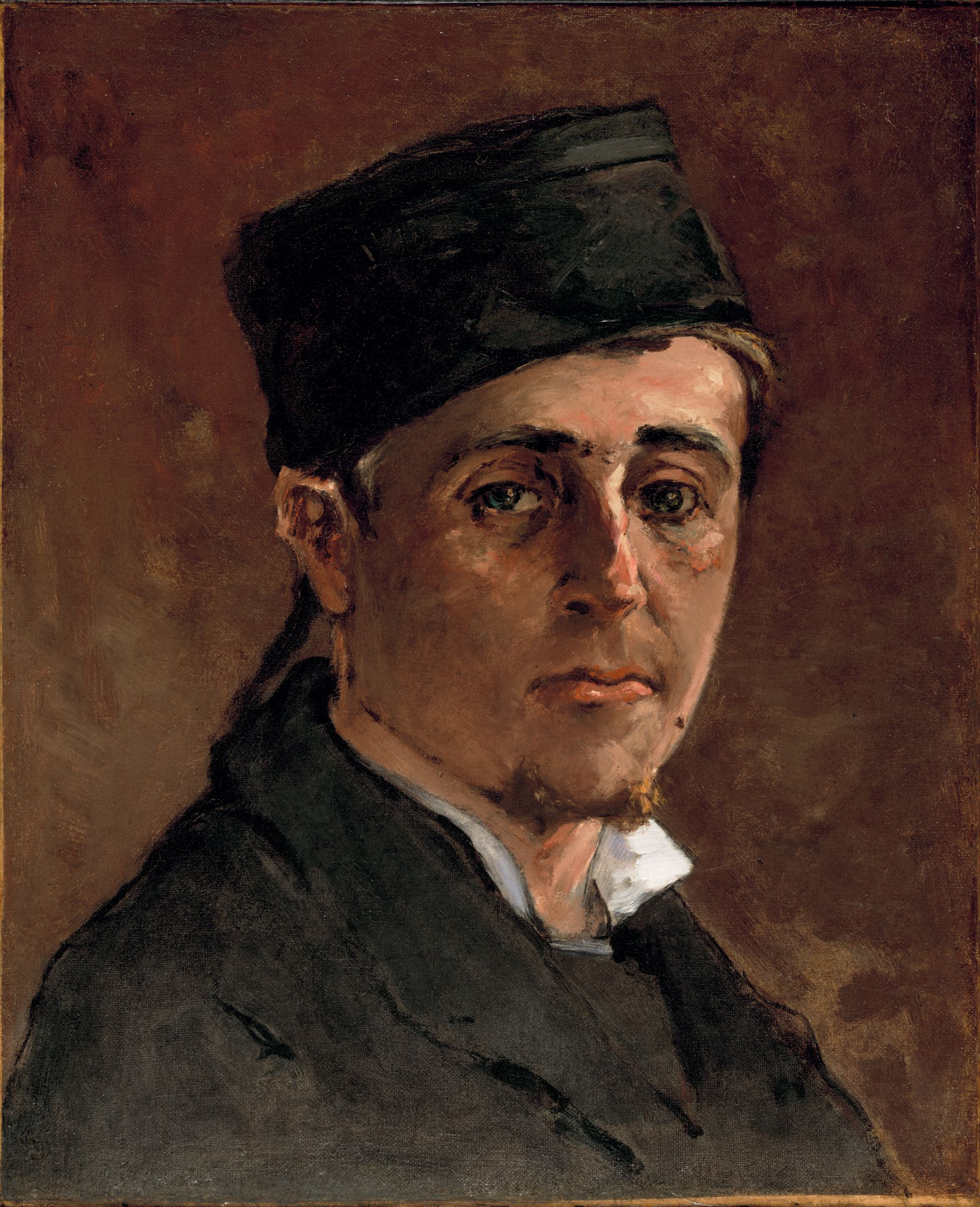
Self portrait, c. 1875-1877; Paul Gauguin
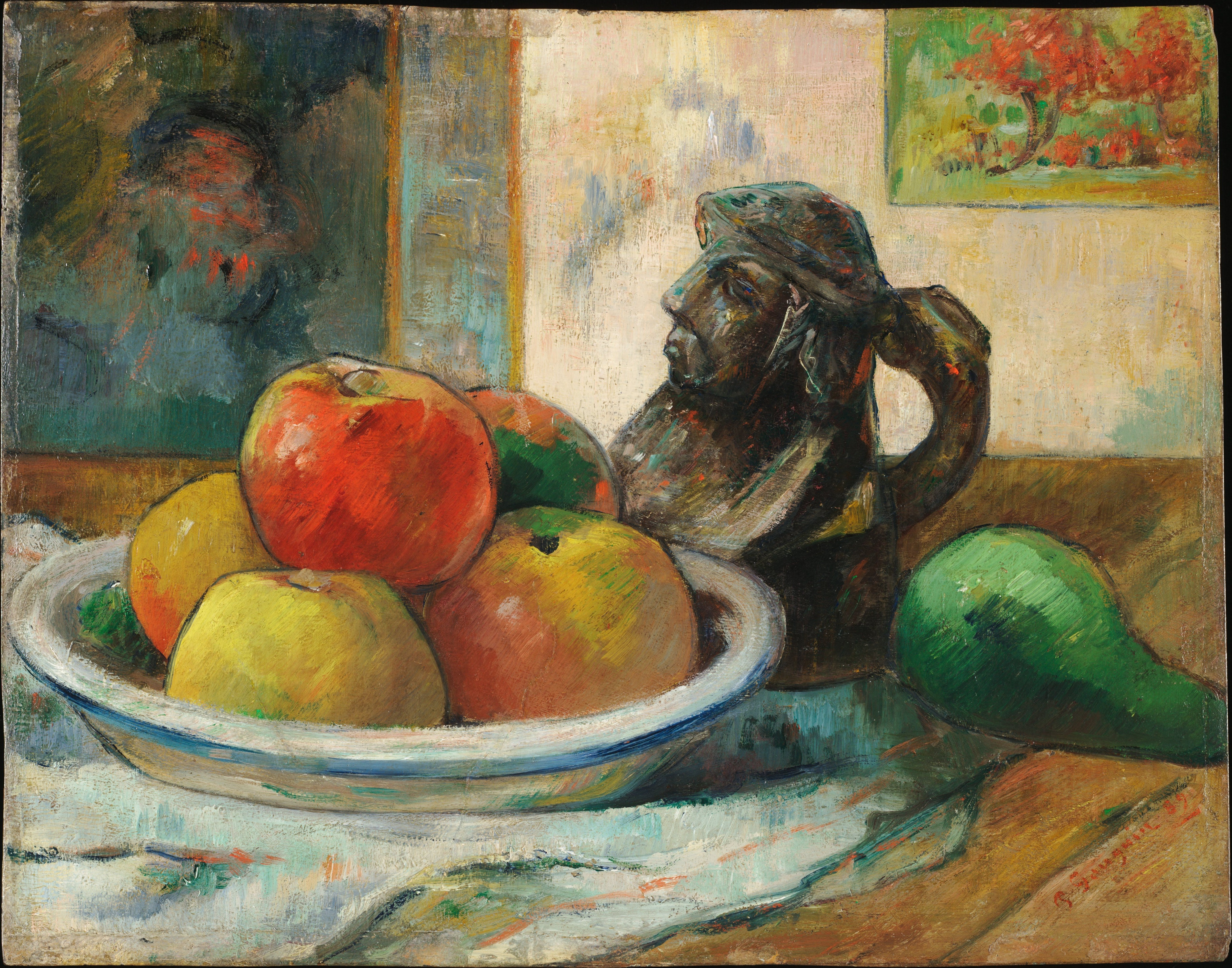
Still Life with Apples, a Pear, and a Ceramic Portrait Jug, 1889; Paul Gauguin
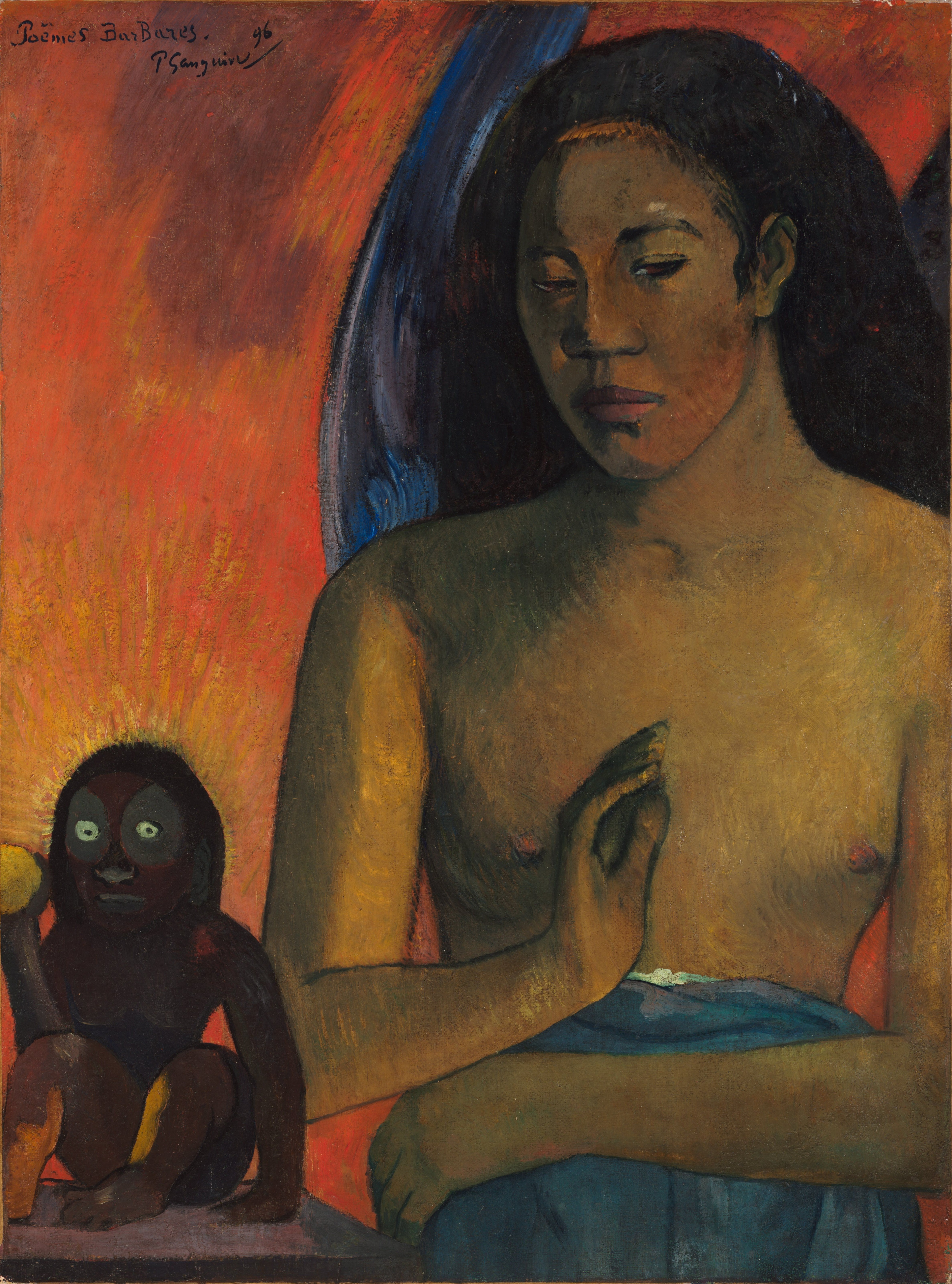
Poèmes barbares, 1896; Paul Gauguin
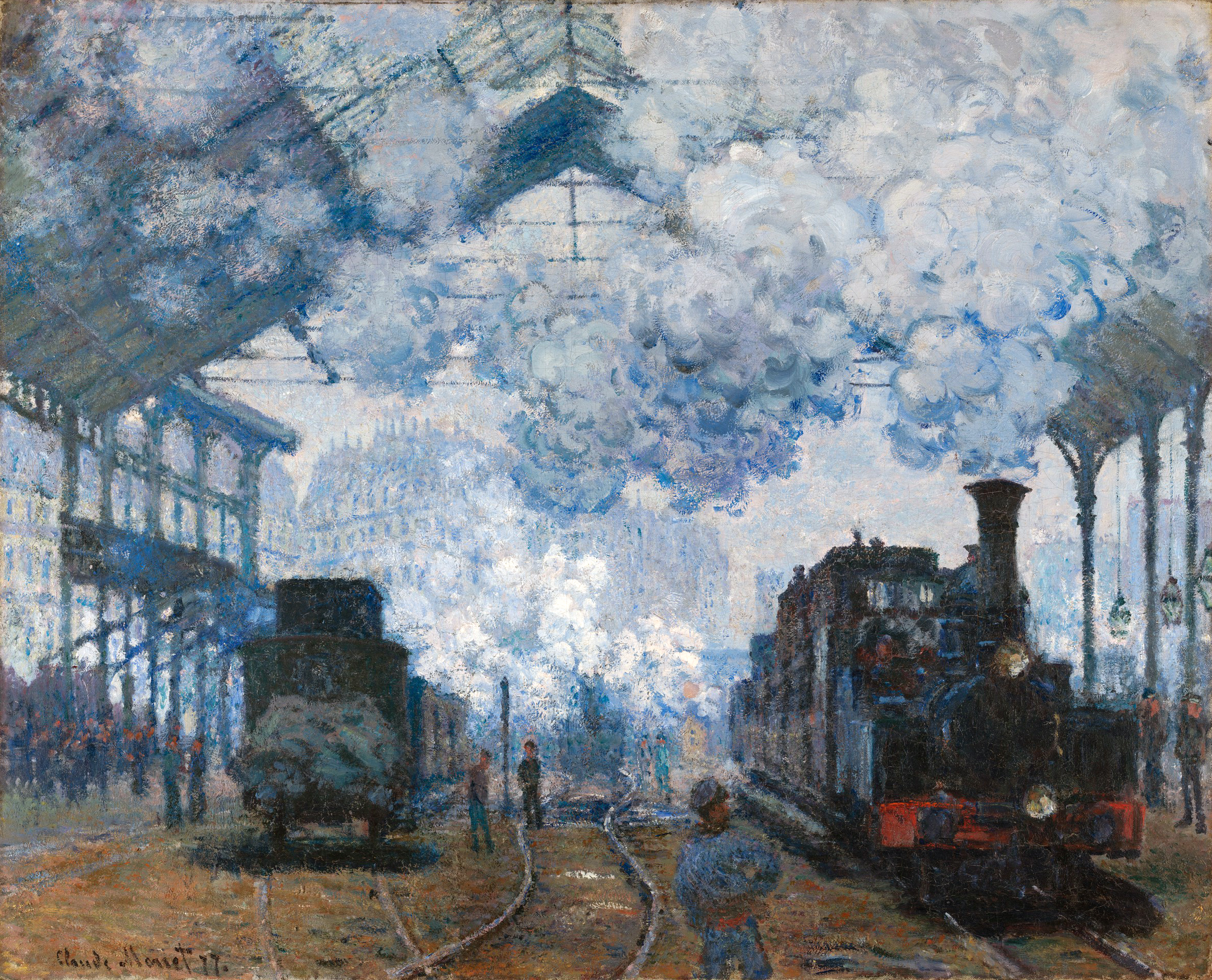
The Gare Saint-Lazare, Arrival of a Train, 1877; Claude Monet
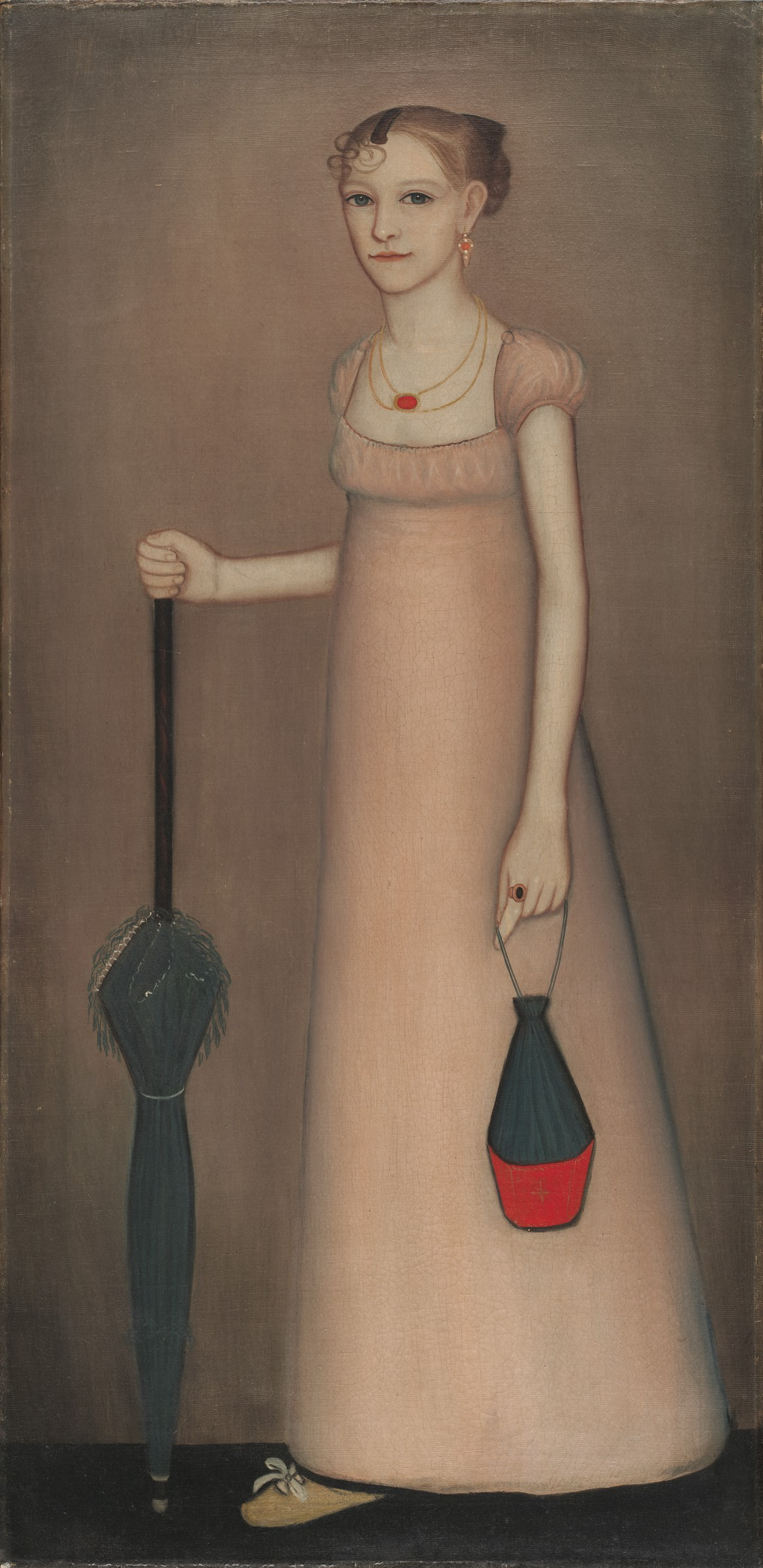
Harriet Leavens, c. 1815; Ammi Phillips
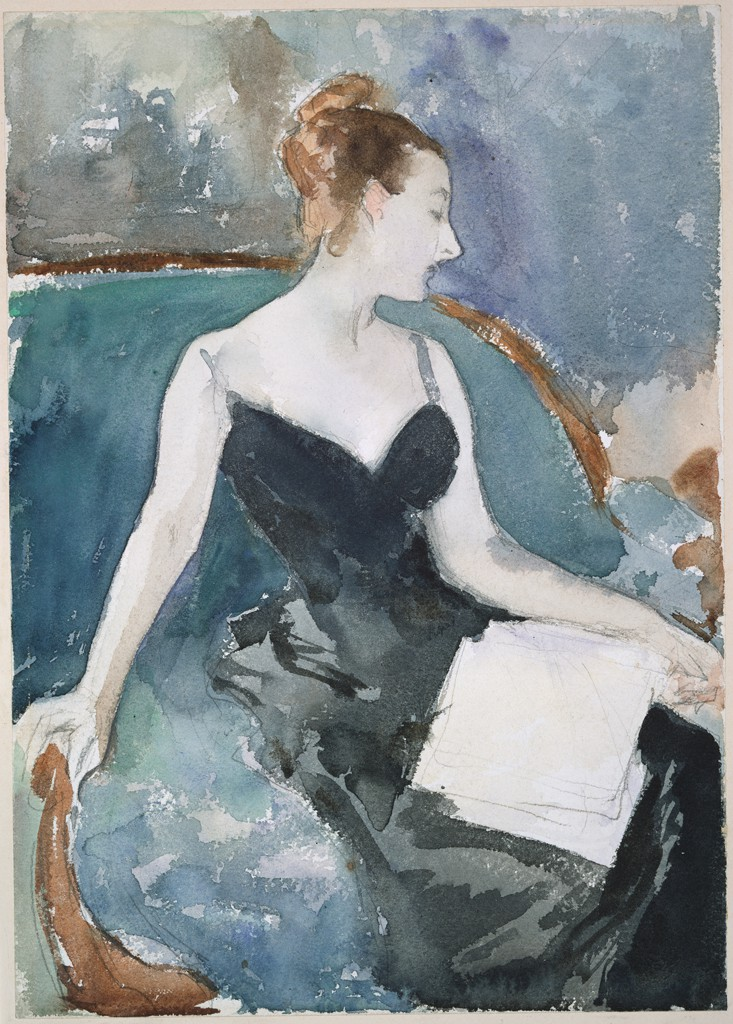
Madame Gautreau (Madame X), c. 1883; John Singer Sargent
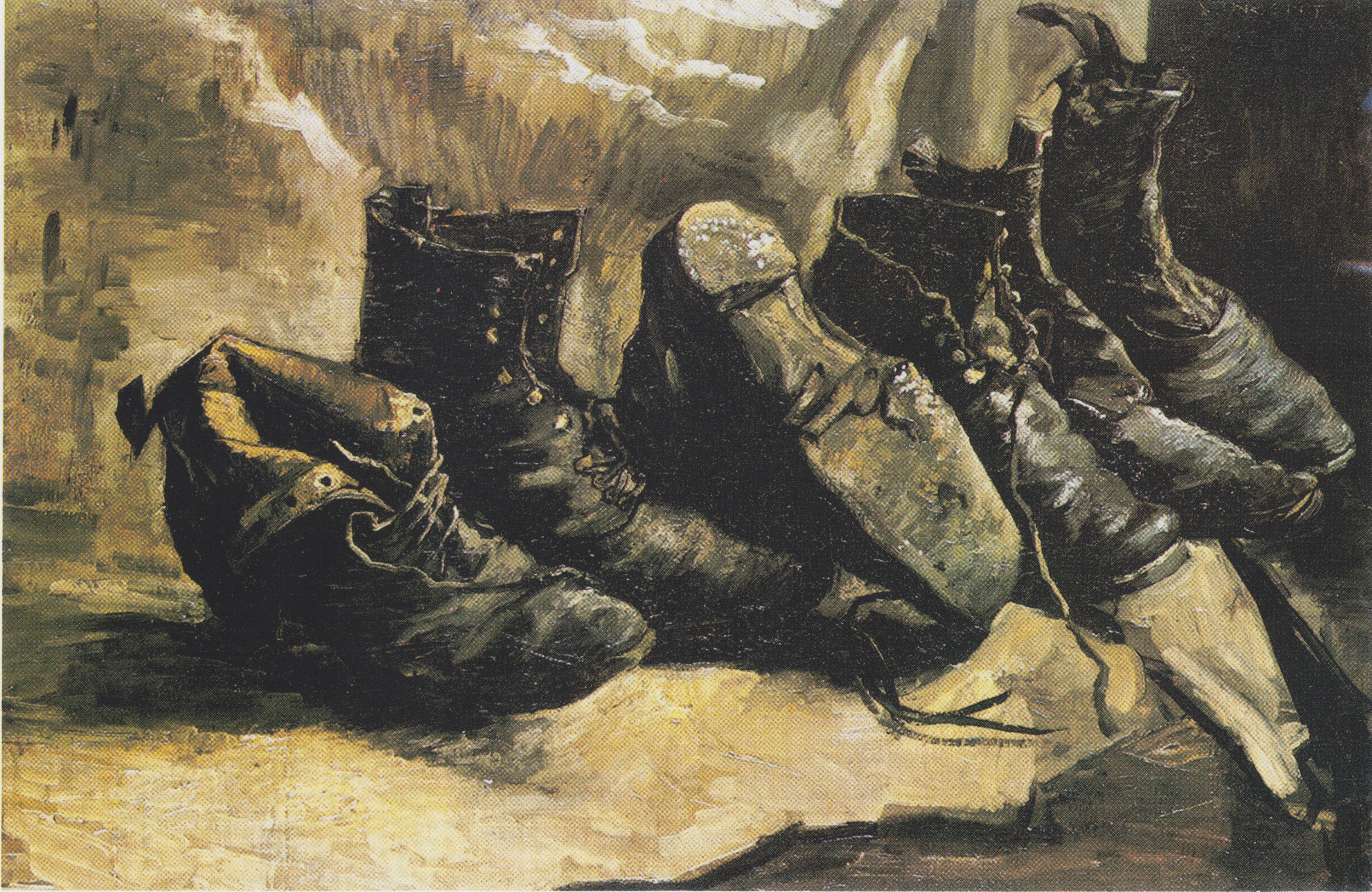
Three Pairs of Shoes, 1886; Vincent van Gogh
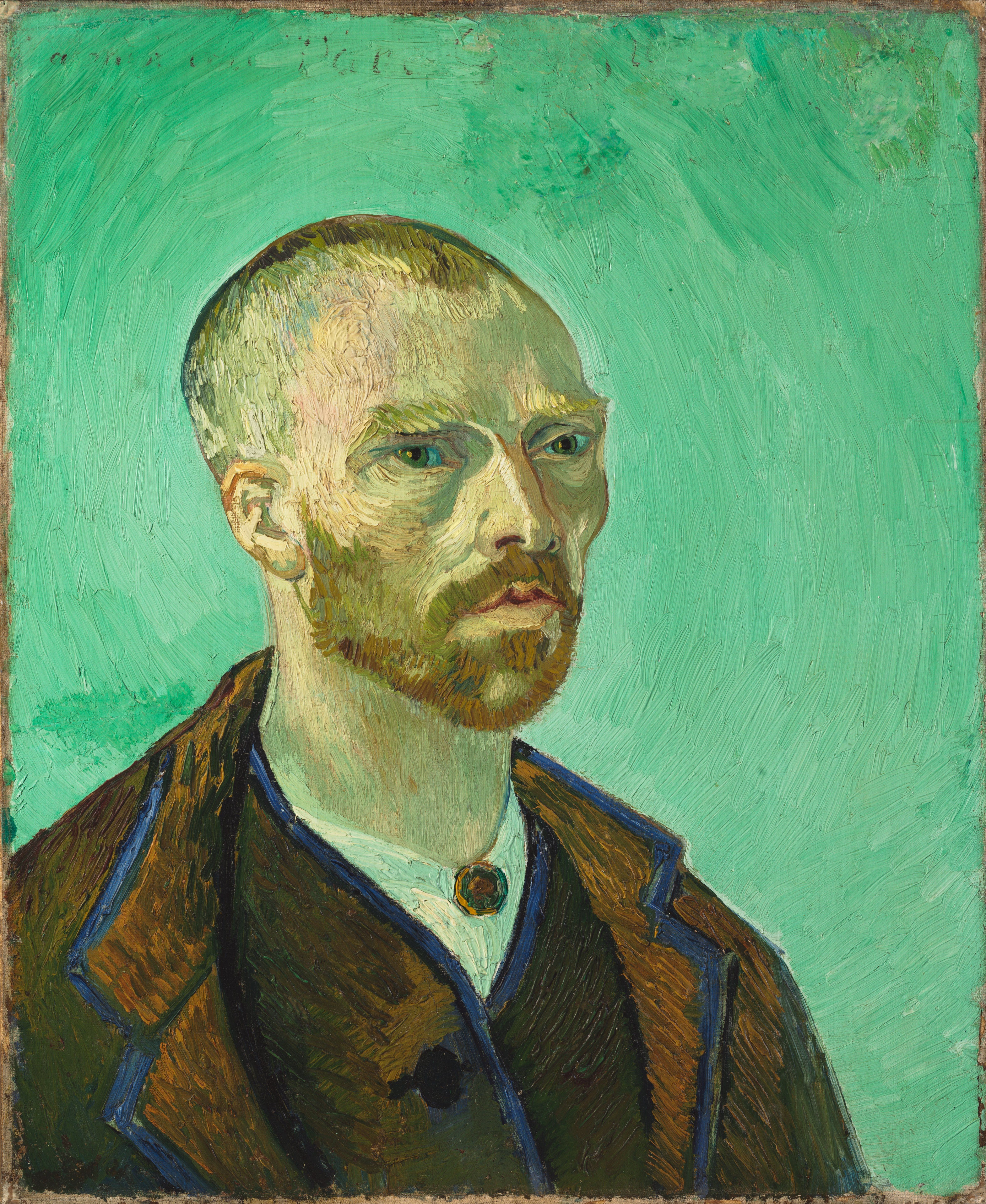
Self-portrait dedicated to Paul Gauguin, 1888; Vincent van Gogh